# Морг

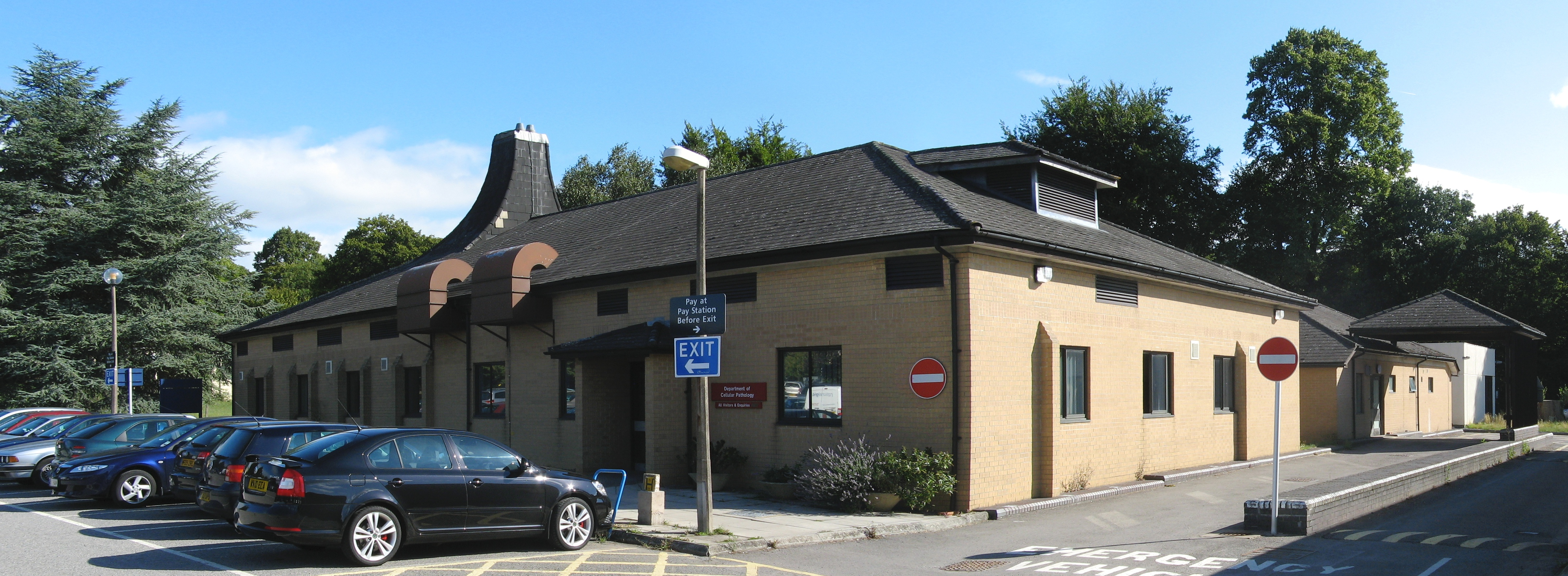
Больничный морг и Лаборатория патологии в Бате, Англия

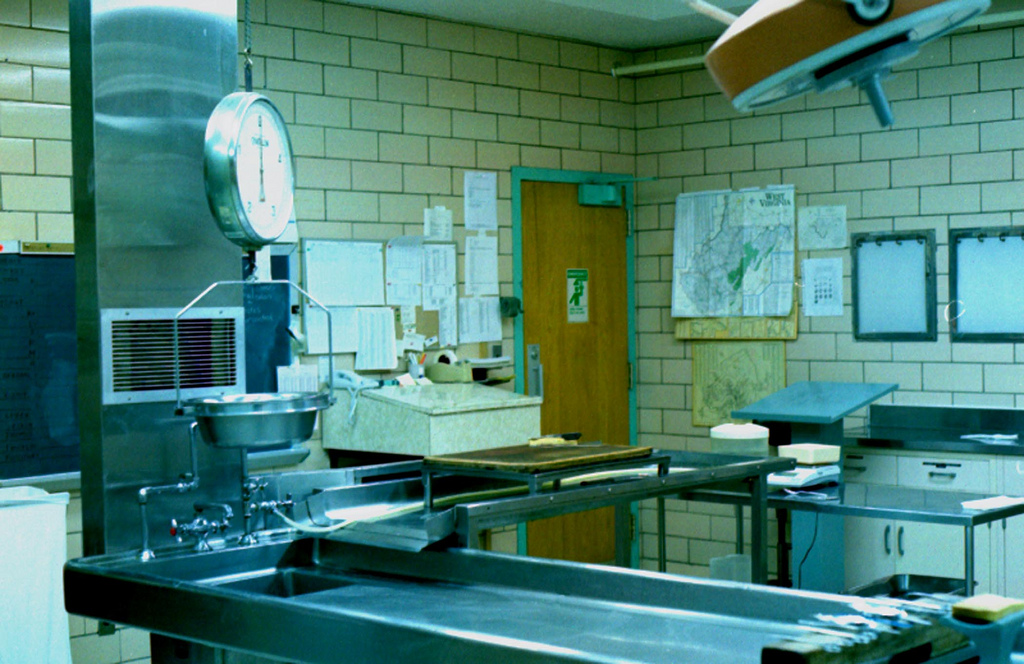
Общий вид секционной

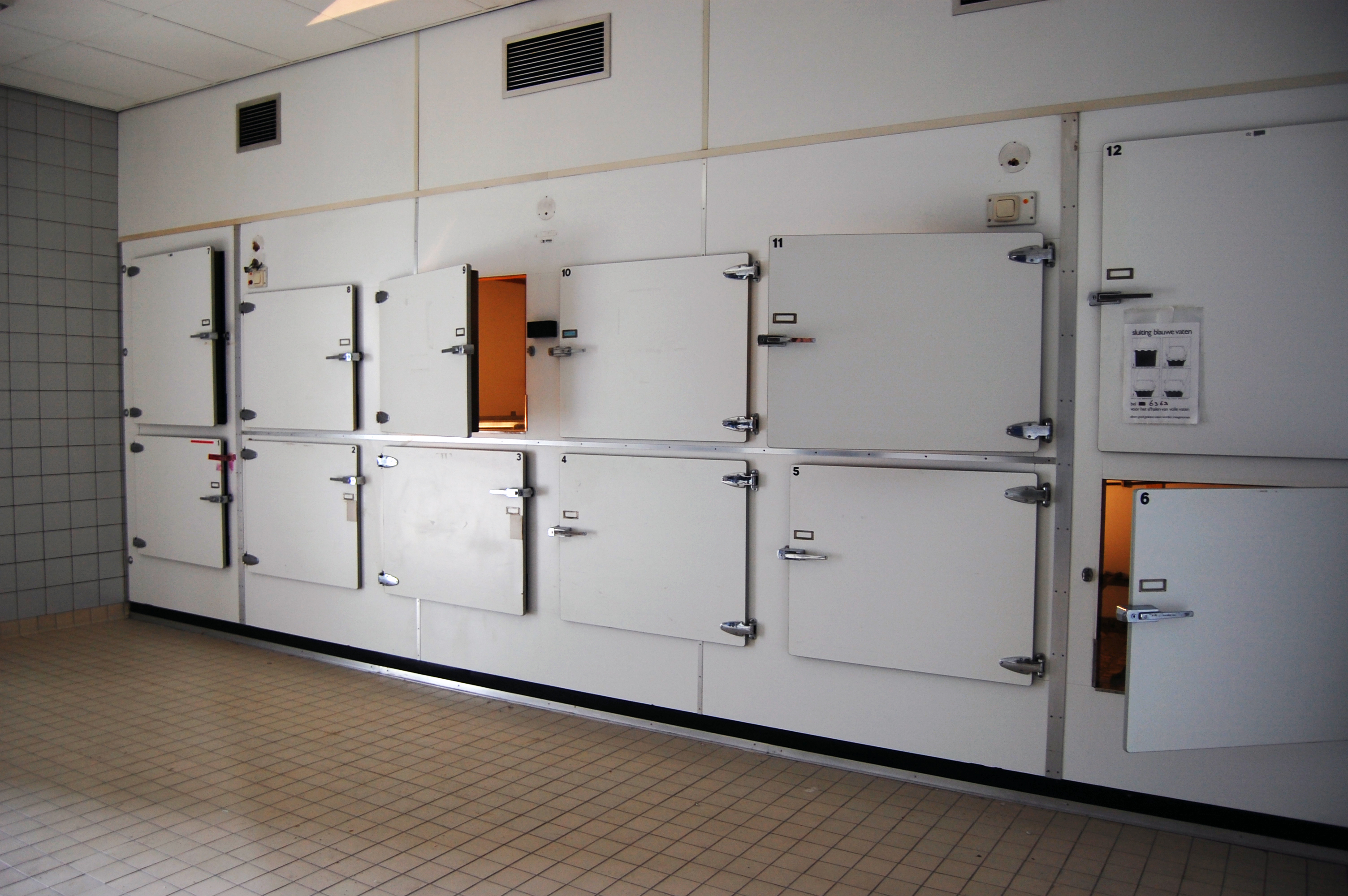
Холодильные камеры

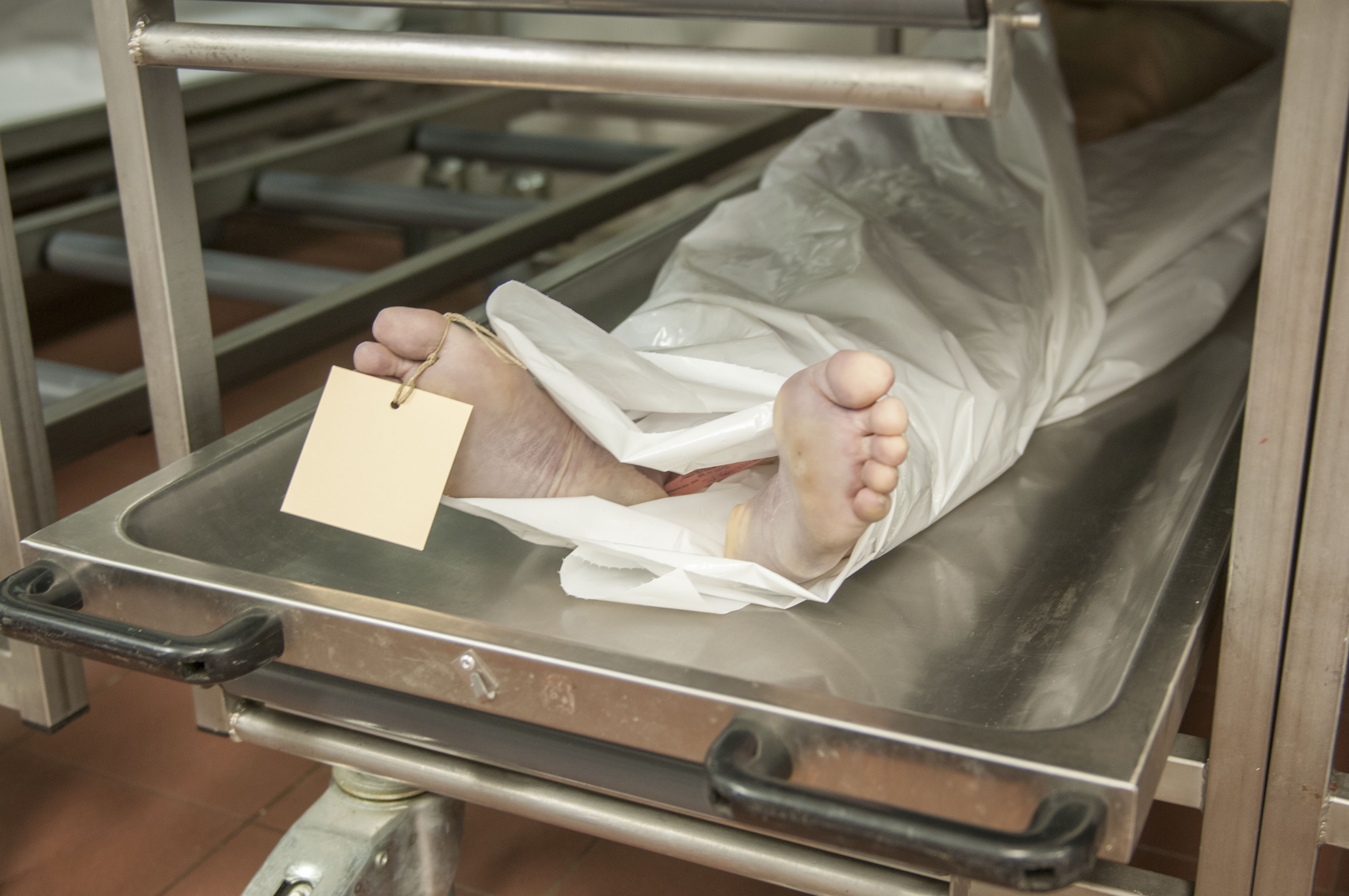
Труп в морге в Шарите крупным планом

Морг (фр. morgue) — специальное помещение при больницах, учреждениях судебно-медицинской экспертизы для хранения, опознания, вскрытия и выдачи трупов для захоронения или кремации.
Морги подразделяются на патолого-анатомические (для исследования трупов при смерти от заболевания) и судебно-медицинские (для исследования и экспертизы трупов при насильственной смерти, при подозрении на неё, при смерти больного, личность которого не установлена, либо при наличии жалоб родственников на проводившееся лечение).
В современной практике название «морг» сохранилось только в разговорной речи; в больницах вскрытия проводят в патологоанатомических (танатологических) отделениях. В судебно-медицинских учреждениях — в отделениях судебно-медицинской экспертизы трупов. В странах СНГ продолжают существовать морги в качестве отдельных зданий.
Морг состоит из зала для исследования трупов (секционной) и вспомогательных помещений.

## История
Название производится от лангедокского morga или старофранцузского morgue  — «лицо»; отсюда «место выставки лиц». Первоначально моргом называлось отделение в тюрьме, где тюремщики пристально всматривались во вновь поступавших арестантов, чтобы запечатлеть в памяти их лица; позже в эти отделения стали класть трупы неизвестных лиц, чтобы прохожие могли осматривать и распознавать их. Родоначальником первого парижского морга является выставка трупов в Гран-Шателе, называвшаяся Basse-Geôle и упоминаемая с 1604 года; трупы здесь обмывались из особого колодца и затем клались в погреб: смотрели на них через окно сверху. До устройства этого помещения забота о находимых на улицах трупах лежала на госпитальных сестрах Святой Екатерины (так наз. catherinettes), по уставу их ордена; они и позже продолжали этот труд. До 1804 года Basse-Geôle продолжал служить моргом; неизвестные трупы лежали здесь по целым дням, наваленные друг на друга; разыскивавшие пропавших родственников спускались сюда с фонарем, чтобы рассматривать трупы. Позднее он переехал в новое помещение, а устройство морга было более упорядочено.

### В России
В XV—XVII веках климат на территории России характеризовался дальнейшим развитием малого ледникового периода. По сообщению Джильса Флетчера: «В зимнее время, когда всё бывает покрыто снегом и земля так замерзает, что нельзя действовать ни заступом, ни ломом, они не хоронят покойников, а ставят их (сколько ни умрёт в течение зимы) в доме, выстроенном в предместье или за городом, который называют Божедом, или Божий дом. Здесь трупы накладываются друг на друга, как дрова в лесу, и от мороза становятся твёрдыми, как камень; весной же, когда лёд растает, всякий берёт своего покойника и предаёт его тело земле».
Вслед за Дж. Флетчером, спустя три десятка лет, Конрад Буссов в своих записках также упоминает Божедом: «Мертвецов было приказано особо приставленным к этому людям тщательно обмывать, заворачивать в белое полотно, обувать в красные башмаки и отвозить для погребения в „Божий дом“ („Boschtumb“) — так называлось место, где хоронят умерших без покаяния».
В СССР устройство и эксплуатация зданий моргов были регламентированы Правилами, установленными Минздравом СССР от 1964 года.

## Организация работы в морге
В морге осуществляется хранение трупов в холодильных камерах при температуре +2 С. Такая температура препятствует быстрому развитию гнилостных процессов, но в то же время сохраняет воду в трупе в жидком состоянии, что очень важно для сохранности трупа для дальнейшей танатологической экспертизы.
Поступающие совместно с трупом одежда и другие предметы сохраняются до начала производства экспертизы в том состоянии, в каком они поступили в морг. Одежда отправляется на утилизацию либо сохраняется для передачи родственникам умершего. Патологоанатом производит процедуру вскрытия и устанавливает причину смерти, после чего тело выдаётся родственникам для захоронения или кремации.